# Leon Milo
Leon Milo, né le 10 décembre 1956 à Los Angeles et mort le 31 août 2014 à Paris, est un compositeur américain, également percussionniste et plasticien sonore. Il est connu pour ses installations, qui mêlent instruments traditionnels, nouvelles technologies, sons naturels et sons de synthèse.

## Biographie

### Années d’éveil
Leon Milo a grandi sur les collines d’Hollywood, parmi les plus grands artistes de la Côte Ouest ; adolescent, il étudie avec des batteurs aussi réputés que Bill Douglass, Charles Flores et Joe Porcaro. William Kraft l’initie, dès l’âge de quinze ans, aux timbales et percussions d’orchestre, ainsi qu’au répertoire classique et à la musique contemporaine. Il est son seul maître jusqu’à son entrée à la Juilliard School en 1975.

### New York
Il y étudie non seulement les timbales et les percussions avec Saul Goodman et Elden C. « Buster » Bailey, mais encore la composition et la musique contemporaine avec Stanley Wolfe, qui l’encourage à écrire ses premières pièces. Il y travaille sous la direction de grands chefs, tels que Sixten Ehrling, Leonard Bernstein, Georg Solti, Herbert von Karajan, Pierre Boulez ou Myung-Whun Chung. Il en sort en 1980 avec un Master of Music.
Tout en faisant partie de nombreuses formations de l’école, Milo se lance comme percussionniste indépendant à New York-même et alentours: il est notamment timbalier dans l'Orchestre Symphonique de Greenwich; participe à l’aventure avant-gardiste de The Kitchen en faisant entendre de la musique minimaliste, improvisée et imprévisible et fréquente le studio du chorégraphe Merce Cunningham, dont la réflexion sur le hasard l’influence au même titre que la musique de John Cage.

### Israël
En 1981, il accepte le poste de timbalier solo à l'Orchestre Israeli Sinfonietta de Be'er Sheva. Il y travaille jusqu’en 1984 sous la baguette de Mendi Rodan, Jean-Pierre Rampal, Paul Tortelier, Zubin Mehta, Itzak Stern et Karsten Andersen.
Simultanément, il étudie avec Tzivi Avni, qui compose Cinq variations pour Monsieur K., une pièce pour percussion solo, créée pour et par Milo, en 1983, à l’auditorium du Musée d'art de Tel Aviv.
Milo donne des centaines de concerts, non seulement en solo avec la Sinfonietta, l’Orchestre symphonique de Jérusalem et l’Orchestre de Chambre de Tel Aviv, mais encore avec de nombreuses formations pendant le Festival d’Israël ou les saisons musicales du Musée d'art de Tel Aviv.
En 1984, il envoie ses compositions à Luciano Berio, qui l’invite à Florence  et le met en contact avec Leonard Stein.

### Los Angeles

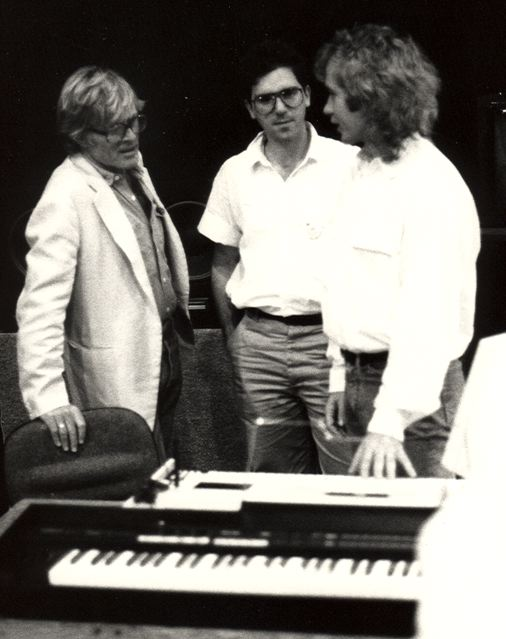
Robert Redford, Leon Milo et Peter Kaye (de gauche à droite) en 1987.

Dès l’été, il rentre à Los Angeles, sa ville natale, pour étudier avec Leonard Stein, qui devient son maître pour cinq ans.
Ancien assistant d’Arnold Schoenberg dans les années 1940, Stein est un grand interprète de cette musique et dirige l’Institut Schoenberg à l’University of Southern California (USC). En tant que professeur, il encourage les jeunes compositeurs à développer leurs propres talents (outre Milo, le minimaliste La Monte Young compte parmi ses élèves.)
En 1985, il suit une classe de composition au Festival-École d’Aspen (Colorado) où enseignent Luciano Berio, Jacob Druckman, Earle Brown et Morton Subotnick.
Il fait son entrée sur la scène musicale de Los Angeles en adhérant à l’Association des Compositeurs Indépendants, pour qui il écrit Antiphon et Hei-Kyo-Ku. Il joue régulièrement avec l'Orchestre Symphonique de Santa Barbara, le Ventura Symphony Orchestra et le San Bernardino Symphony; cofondateur de l’ensemble XTET, il prend part aux Concerts du Lundi Soir.
Après deux ans d'études avec Stein, soit en 1986, un compositeur en résidence, John Harbison, lui commande une pièce pour le Nouvel Ensemble Musical de la Philharmonie de Los Angeles.
En 1987, il est invité par Robert Redford au Sundance Institute pour développer des projets de musique de film.

### Paris
En 1989, Leon Milo s'installe à Paris avec une bourse Fulbright pour étudier la composition. Élève de Gilbert Amy, il suit les Master classes de Tristan Murail et Betsy Jolas à l'École Américaine de Fontainebleau.
En 1990, une bourse Nadia et Lili Boulanger lui permet de répondre à une commande : il compose Quintrillium pour Leonard Stein et Betty Freeman, une œuvre pour grand orchestre, créée par le Ventura Symphony Orchestra ; la première est dirigée par Stein en personne, qui ajoute au programme de la soirée le Concerto pour violon (opus 36) de Schoenberg, interprété par la soliste Rose Marie Harbison.
Au milieu des années 1990, il s’intéresse à la composition assistée par ordinateur, s’initie à la musique électronique aux Ateliers UPIC avec Curtis Roads et Gérard Pape, et écrit sa première pièce électro TimeTexture.
En 1995, il démarre une fructueuse collaboration avec le designer Arik Levy qui lui confie d’abord la musique et le design sonore de ses films, puis les installations sonores de ses expositions au Centre Pompidou (2005) et au Swarovski Crystal Palace de Milan (2009).
En 1998, il poursuit sa formation par un cursus de composition à l’IRCAM.
En 2002, il compose Mexico pour le Trio d'Argent, avec lequel il ne tarde pas à jouer. Il conçoit, avec le flûtiste François Daudin Clavaud, El Horizonte, un concert-spectacle, qui allie musique, arts numériques et danse sur une corde raide.
En 2005, ils le donnent à l'Université Nationale Autonome du Mexique, dans le cadre du festival Musica y Escena.
Puis, Milo et François Daudin Clavaud créent l’ensemble pour flûte et électronique Interact-Son.
Depuis 1992, Milo compose régulièrement pour le cinéma et la télévision, notamment pour Arte, France 2, France 3, Canal +. Il signe la musique et le design sonore du film d'animation en 3D de Nicolas Salis, La dernière minute, nommé au Festival de Cannes (2004) et lauréat au Festival Européen du Court Métrage de Reus (2005) (meilleure musique et conception sonore).

## Années 2000

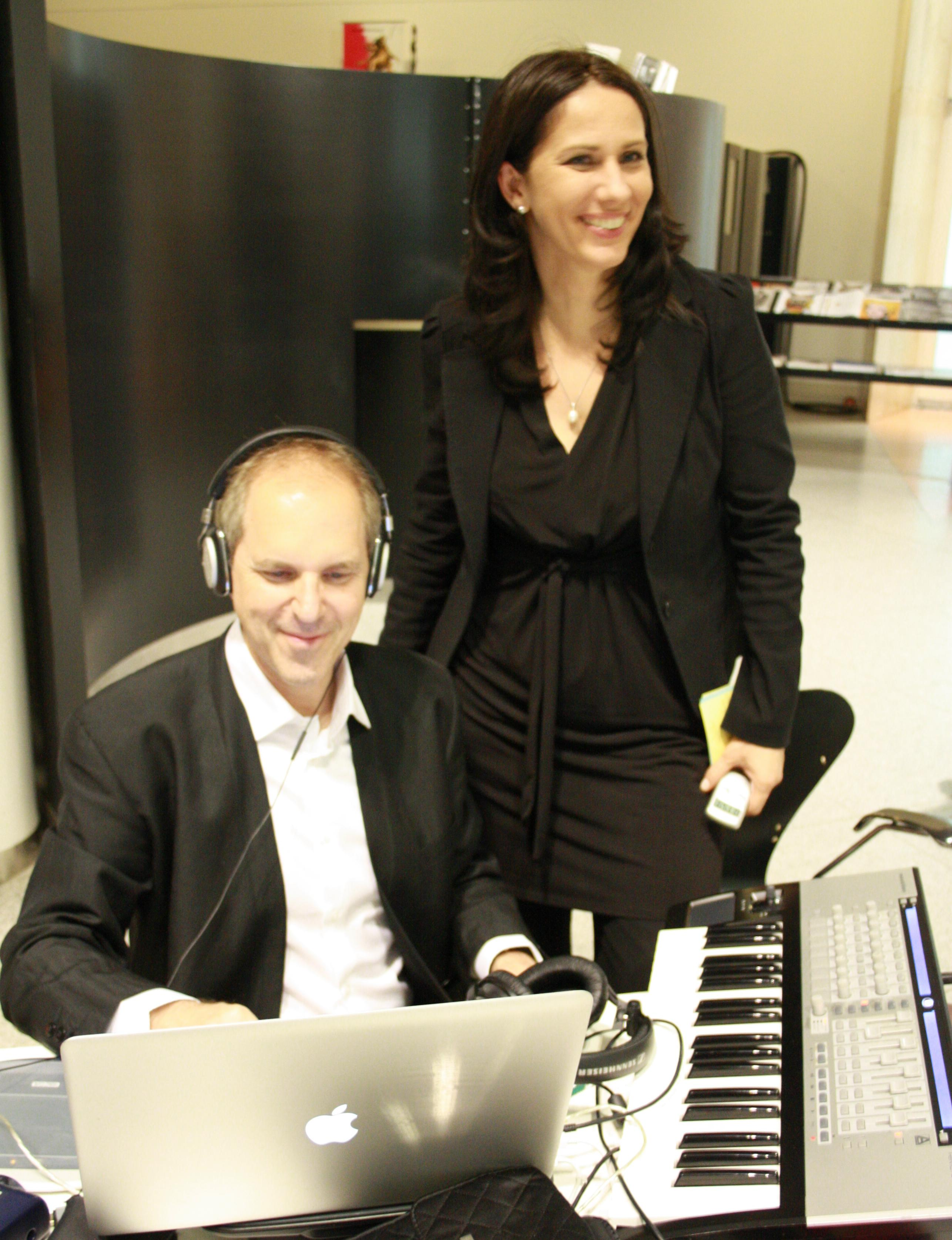
Le duo Pianowaves (Leon Milo et Susanne Kessel) en 2012 au Beethovenfest (Bonn, Allemagne)

En 2005, le Festival d'Île-de-France et le Trio d'Argent lui commandent TranseSept, une pièce pour trois percussions, trois flûtes et électronique, subventionnée de la SACEM et créée à Paris.
En 2006, cap au Septentrion! Il est en résidence au Centre culturel de Bergen, l’United Sardine Factory, et participe, l’année suivante, au jeune Festival norvégien de musique contemporaine Borealis : huit heures durant, il improvise en solo de la musique électro sur des sons proposés par le public.
En 2007, il fonde avec Susanne Kessel PIANOWAVES, une formation pour piano et dispositif électronique, qui participe au prestigieux Festival Beethoven de Bonn ; Susanne enregistre, sous le titre Iceland, sa transcription pour piano et électronique de la chanson de Björk I Miss You.
Ils collaborent avec d'autres artistes tels que le saxophoniste américain Demetrius Spaneas.
En 2008, on les retrouve à la Maison Beethoven, l'une des meilleures salles de concert de Bonn, jouxtant la maison natale du compositeur ; en hommage à Olivier Messiaen (100e anniversaire de sa naissance), Susanne Kessel conçoit un programme pour PIANOWAVES et interprète cinq compositions de Milo, qui s’inspire de la musique du Français et de son goût pour la nature, la religion, les chants des oiseaux, les rythmes ethniques et l'improvisation.
En 2008 aussi, Milo se retrouve au Festival d'Aspen, vingt-trois ans après son stage de composition. Mais cette fois-ci, l'ancien étudiant est conseiller musical pour une web-émission diffusée en direct sur Medici.tv.
En septembre 2009, Milo et François Daudin-Clavaud sont de retour au Mexique pour plusieurs représentations de Sound Gardens, un spectacle interactif conçu avec le vidéaste Miguel Chevalier. Et Interact-Son participe aux festivals de Mexico (Musica y Escena) et de Monterrey (Mediarte).
Il signe la musique des documentaires de Jacques Sarasin sur le prix Nobel d'Économie Joseph Stiglitz : Where is the world going, Mister Stiglitz? (2007) et Le Monde selon Stiglitz (2009), produit par la chaîne franco-allemande Arte.
Toujours en 2009, Susanne Kessel conçoit un hommage à Robert Schumann et commande des œuvres originales à douze compositeurs, dont Alex Shapiro, Alvin Lucier, Michael Denhoff, Ulrike Haage, Christoph Israel, Moritz Eggert, Ivan Sokolov, Mike Lang et Leon Milo, qui écrit sa Fantaisie électroacoustique pour R.S. et S.K. à partir du thème de la cinquième fantaisie de Schumann, Kreisleriana.

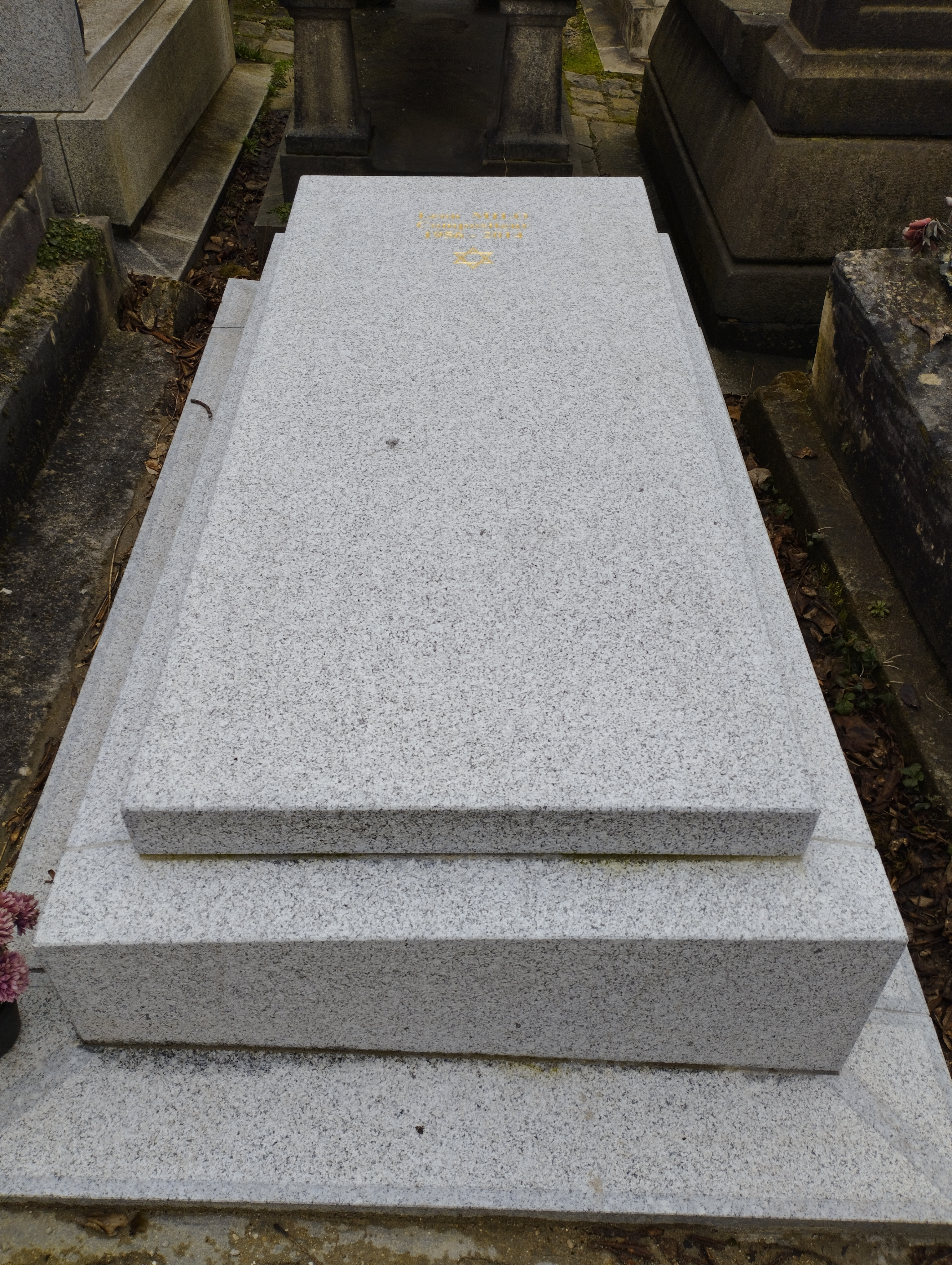
Tombe de Léon Milo au cimetière du Père-Lachaise (division 62).

En 2010, à la demande de la Fondation Alliance française, il part en tournée en Angola avec Interact-Son.
En 2011, toujours avec Interact-Son, il participe au septième Festival Présences électronique, organisé par le Groupe de recherches musicales (GRM).
En 2012, il écrit la musique originale du feuilleton radiophonique (en dix épisodes) Pedro Páramo, produit par Radio France.
En octobre 2013, parait l'album À Olivier Messiaen chez Oehms classicis : Leon Milo déploie ici son talent de designer sonore en composant d'étonnants paysages sonores autour de la musique d'Olivier Messiaen, interprétée par la pianiste Susanne Kessel.
Le 31 août 2014, victime d'une maladie, Leon Milo meurt à l'âge de 57 ans à Paris. Il est inhumé au cimetière du Père-Lachaise (division 62).

## Œuvres
- Shinui - pour marimba (1985), créé au Los Angeles Harbor College, USA
- Trio - pour clarinette, violon et violoncelle (1986)
- Antiphon - pour deux flûtes, clarinette, clarinette basse, quatuor à cordes et piano (1986), créé au Los Angeles Harbor College, dirigé par Lucas Richman, commandé par l’Association des Compositeurs Indépendants.
- Hei-Kyo-Ku - pour soprano et 18 instruments (1987), créé par le USC New Music Ensemble, dirigé par Donald Crockett, commandé par l’Association des Compositeurs Indépendants de Los Angeles. (pièce écrite pour le Japan-America Theatre où elle fut jouée en mars 1987.)
- Verset - pour 10 Instruments (1988), créé par le Los Angeles Philharmonic New Music Ensemble, dirigé par David Alan Miller, commandé par John et Rose Mary Harbison
- Solo - pour violoncelle (1990), créé par Vincent Segal à l’Ambassade des États-Unis à Paris
- Quintrillium - pour grand orchestre (1991), créé par le Ventura County Symphony Orchestra, dirigé par Leonard Stein, commandé par Leonard Stein et Betty Freeman.
- TimeTexture - pour piano et dispositif électronique (1997), créé par Gloria Cheng (piano) et le Los Angeles Piano Spheres, commandé par le Los Angeles Piano Spheres, Leonard Stein et Betty Freeman
- Sa! - pour violon seul et dispositif électronique (1999), créé par Nicolas Miribel (violon) à l’Auditorium Saint Germain de Paris, proposé par l’IRCAM
- Mexico - pour trois flûtes et dispositif électronique (2002), créé par le Trio d'Argent au Festival 38e Rugissants de Grenoble
- In The Air - pour dispositif électronique (2003), créé à la Galerie Sentou, à Paris, commandé par Arik Levy
- L’Amour en Cage - pour violoncelle, dispositif électronique et funambule (2004), créé au Carré Magique de Lannion, France
- TranseSept - pour trois flûtes, trois percussions et dispositif électronique (2005), créé à Vincennes, par le Trio d’Argent de Paris et le trio Sete Portas de Salvador de Bahia, au Festival d’Île-de-France, commandé par la SACEM
- Stellar Blue - pour piano et électronique (2006), créé par Susanne Kessel à la Maison Beethoven de Bonn
- Résonances - pour dispositif électronique (2006), créé à Enghien-les-Bains, commandé par Arik Levy
- I Miss You - transcription pour piano et électro Björk/Milo (2007), commandé par Susanne Kessel
- Birdscape - pour sons pré-enregistrés et dispositif électronique (2008), créé par l’ensemble "PIANOWAVES" au Beethovenfest de Bonn/Allemagne
- Pariscape - pour sons pré-enregistrés et dispositif électronique (2008), créé par "PIANOWAVES" au Beethovenfest de Bonn/Allemagne
- Voicescape - pour dispositif électronique (2008), créé par "PIANOWAVES" au Beethovenfest de Bonn/Allemagne
- Sound Gardens - pour flûte, dispositif électronique et vidéo interactive (2009), créé au festival Musica Y Escena, Mexico, avec Francois Daudin Clavaud et Miguel Chevalier.
- Fantaisie Electro-Acoustique for R.S. & S.K. - pour piano et dispositif électronique (2010), commandé par Susanne Kessel
- Huitième Porte - pour trois flûtes et dispositif électronique (2012) créé au Festival Détours de Babel de Grenoble
- Régards - pour dispositif électronique (2012), créé sur les ondes de Radio France

### Installations
- Audioguide du Musée gallo-romain de Saint-Romain-en-Gal, dans la Vienne, France (1994)
- Présentation multimédia à La Maison Sainte Victoire d’Aix-en-Provence, France (1996)
- Galerie Sentou, avec Arik Levy, designer, Paris (2002)
- Vidéo et design sonore avec Nataliya Lyakh, photographe, Foire internationale d'art contemporain (FIAC) Paris (2004)
- Centre Pompidou Paris (2005)
- Centre Des Arts, (avec Arik Levy, designer) à Enghein (2007)
- Festival Borealis, Bergen (2007)
- Jardin de Luxembourg (2007)
- « ArtSenat » avec Florence Bost, designer, Paris (2007)
- Concert de l’ensemble Interact-Son avec Francois Daudin Clavaud au Festival Musica y Escena, de Mexico (2009)
- En collaboration avec Arik Levy, designer, au Swarovski Crystal Palace de Milan (2009) et à la Galerie Slott, de Paris (2010).

### Direction artistique
Consultant musical pour les sociétés de production Medici Arts et Idéale Audience pour une web-émission en direct du Festival d’Aspen (2008).